# Bülbülvanga
A bülbülvanga vagy Tylas-vanga (Tylas eduardi)  a madarak osztályának verébalakúak (Passeriformes) rendjébe és a vangagébicsfélék (Vangidae) családjába tartozó Tylas nem egyetlen faja.

## Rendszerezése
A fajt Gustav Hartlaub német orvos és ornitológus írta le 1862-ben.

## Alfajai
- Tylas eduardi eduardi (Hartlaub, 1862), az alapfaj Madagaszkár keleti felén él.
- Tylas eduardi albigularis (Hartlaub, 1877), Madagaszkár nyugati felén fordul elő. Torka fehér.

## Előfordulása
Madagaszkár területén honos. Természetes élőhelyei a szubtrópusi vagy trópusi száraz erdők, síkvidéki és hegyi esőerdők, mangroveerdők, valamint másodlagos erdők. Állandó, nem vonuló faj.

## Megjelenése
Testhossza 21 centiméter. Karcsú testalkatú madár, vékony, fekete csőrrel. Háta olajzöld, feje és torka fekete, vékony fehér nyakszalaggal, testalja okkersárga színű. Van egy fehér mellű és fehér nyakú színváltozata is.

## Életmódja
Rovarokkal és kisebb gyíkokkal táplálkozik, melyeket zömmel az esőerdő talaján fog meg. Gyakran hosszan várakozik egy ágon ülve, hogy elé kerüljön egy rovar, majd lecsap.

## Természetvédelmi helyzete
Az elterjedési területe nagyon nagy, egyedszáma ismeretlen. A Természetvédelmi Világszövetség Vörös listáján nem fenyegetett fajként szerepel.